# I. e. 7. évezred
| Évezredek i.e. | 10. | 9. | 8. | 7. | 6. | 5. | 4. | 3. | 2. | 1. | Időszámítás kezdete | 1. | 2. | 3. | 4. | 5. | 6. | 7. | 8. | 9. | 10. | Évezredek i.sz. |

## Események
- a mezőgazdaság kialakulása Európában (Görögország és Itália területén)
- a pásztorkodás és a gabonatermesztés kezdete Afrikában (Kelet-Szahara)
- az első agyagedények Mezopotámiában
- i. e. 7000 körül – mezőgazdaság és az első települések a Dél-Ázsiai Mehrgarhnál
- i. e. 7000 körül – a Lepenski Vir kultúra kezdetei a Vaskapu-szorosban
- i. e. 7000 – Fazekasság (Mezopotámia)
- i. e. 6800–6300 – Çatalhöyük fénykora
- i. e. 6500 körül – La Manche (a Csatorna) kialakulása
- i. e. 6000 körül – a neolitikus kor Korea területén
- vitorla használata a hajózásban